# Acacia bossiaeoides
Acacia bossiaeoides é uma espécie de leguminosa do gênero Acacia, pertencente à família Fabaceae.